# Triangeloxalis
Triangeloxalis (Oxalis triangularis), även kallad rödbladig lyckoklöver, är en harsyreväxtart som beskrevs av Augustin Saint-Hilaire. Triangeloxalis ingår i släktet oxalisar, och familjen harsyreväxter. Arten förekommer tillfälligt i Sverige, men reproducerar sig inte.

## Underarter
Arten delas in i följande underarter:
- O. t. papilionacea
- O. t. triangularis